# Uniwersytet w Brescii
Uniwersytet w Brescii (wł. Università degli Studi di Brescia) – włoska publiczna uczelnia wyższa.

## Historia
Uczelnia została założona w 1982 roku, składała się wówczas z trzech jednostek: Szkoły Medycyny i Chirurgii, Szkoły Inżynierii oraz Szkoły Ekonomii i Biznesu. nawiązuje ona do tradycji szkół, które funkcjonowały w Brescii od lat 60. XX wieku.  
Poprzednikiem uczelni było założone w latach 60. Consorzio Universitario Bresciano (CUB), przekształcone w 1969 roku w Instytut Uniwersytecki Lombardii Wschodniej (Ente Universitario della Lombardia Orientale). W roku akademickim 1969/70 rozpoczęto tam nauczanie Inżynierii Mechanicznej przy wsparciu Politechniki Mediolańskiej. W 1971 roku rozpoczęto tam również kursy medycyny. Osobną jednostką była Szkoła Administracji Przemysłowej założona w 1964 roku, podlegała Uniwersytetowi w Parmie.

## Struktura organizacyjna
W skład uczelni wchodzą następujące jednostki organizacyjne:
- Wydział Ekonomii
- Wydział Prawa
- Wydział Inżynierii
- Wydział Medycyny i Chirurgii